# Patrick Costello (Politiker, 1980)

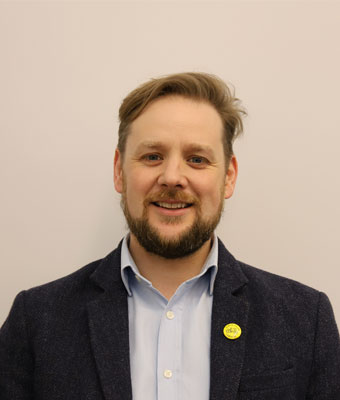
Patrick Costello (2020)

Patrick Costello (* 21. Mai 1980 in Dublin, Irland) ist ein irischer Politiker der Green Party (GP).

## Leben
Patrick Costello wuchs im Dubliner Stadtteil Ranelagh auf. Im Anschluss daran studierte er am University College Dublin Psychologie. Nach dem Bachelor schloss sich ein Masterstudium der sozialen Arbeit am Trinity College Dublin an.
2014 wurde er in den Dublin City Council gewählt. Bei den Wahlen 2020 wurde er für die Green Party im Wahlkreis Dublin South-Central zum Mitglied (Teachta Dála) des Dáil Éireann, des Unterhauses des Parlaments (Oireachtas), gewählt.
Costello opponierte ab Dezember 2020 gegen das Comprehensive Economic and Trade Agreement, das Freihandelsabkommen der EU mit Kanada, und erhob Klage wegen einer Verletzung der Verfassungsvorschriften. Im Jahr 2022 wurde er für sechs Monate aus der Green Party ausgeschlossen, weil er sich dem Fraktionszwang nicht unterwarf, als es um den Neubau des National Maternity Hospital ging.

## Privates
Patrick Costello ist seit 2021 mit Hazel Chu verheiratet, mit der er eine gemeinsame Tochter hat. Der Vater von Patrick Costello, Peter Costello, ist Schriftsteller, Literaturwissenschaftler und Experte für James Joyce.